# Magdalena Ogórek
Magdalena Agnieszka Ogórek (Rybnik, 23 febbraio 1979) è una politica polacca.
Era candidata alla carica di Presidente della Repubblica per l'Alleanza della Sinistra Democratica in occasione delle elezioni presidenziali del 2015.

## Carriera
Laureatasi nel 2002 in scienze storiche all'università di Opole, Ogórek si specializza in scienze Politiche con indirizzo "Integrazione europea" all'università di Varsavia e prosegue la sua formazione presso l'EIPA (European Institute of Public Administration) di Maastricht (2005). Nel 2009 ottiene un PhD in scienze umane (Storia) all'università di Opole con una tesi su Beghine e valdesi in Slesia e Moravia fino al termine del quattordicesimo secolo (pol. Beginki i Waldensi na Śląsku i Morawach do końca czternastego wieku). Ha ricoperto incarichi di insegnamento presso istituti universitari di Varsavia (WSCIL) e Cracovia (Małopolska Wyższa Szkoła Zawodowa).
Ha iniziato la sua attività nel mondo dello spettacolo nel 2002 come comparsa per alcuni film come Los Chłopacos, Czego się boją faceci, czyli seks w mniejszym mieście e Lokatorzy, per poi ricoprire il ruolo di attrice non protagonista nel 2003 in un serial Na dobre i na złe.
Nel 2004 abbandona la carriera cinematografica e intraprende quella politica come stagista presso la cancelleria del presidente della repubblica polacca. Nel 2008 collabora col partito SLD nel 2011 si candida senza successo come parlamentare dello stesso partito. Dal
2012 al 2014 collabora con la Banca nazionale polacca per alcuni film voluti dalla stessa banca, diviene redattrice di una rivista finanziaria per poi condurre in televisione un programma televisivo finanziario.
Nel 2015 torna al partito SLD, questa volta alla guida del partito e si candida a presidente della repubblica.